# Brasier
La Brasier era una Casa automobilistica francese attiva dal 1904 al 1930.

## Le origini: Georges Richard

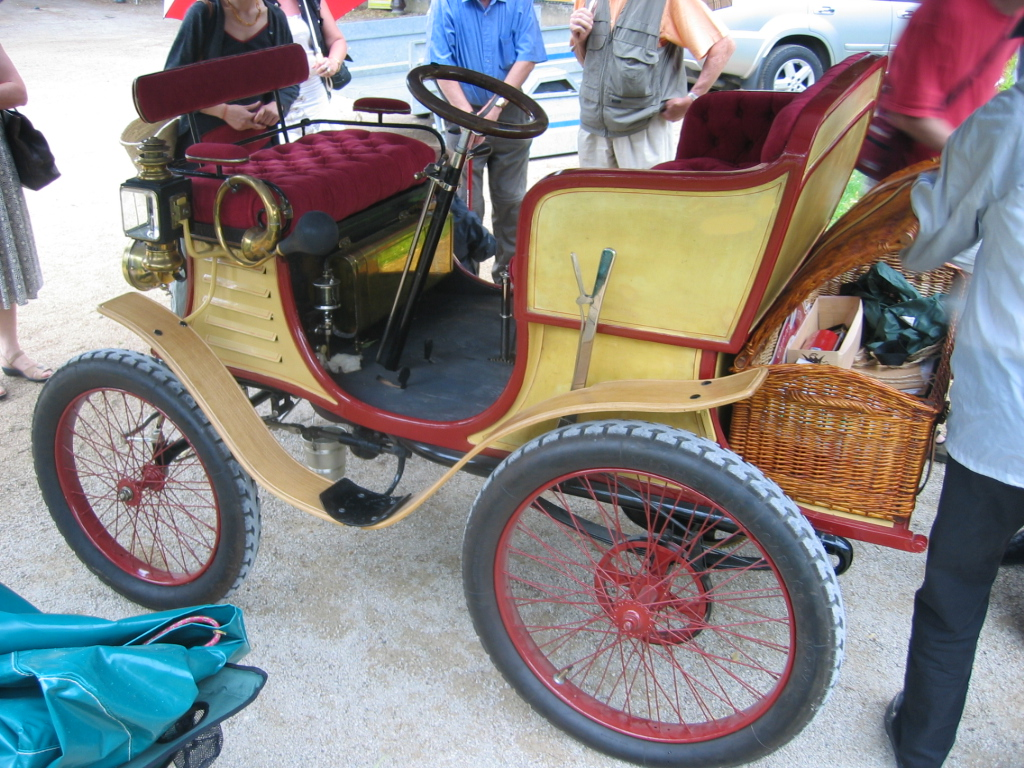
Una vetturetta da 850 cm³ prodotta nel 1901 da Georges Richard

Le origini della Brasier sono in pratica comuni a quelle della Unic. All'inizio vi era un giovane di nome Georges Richard, che dopo aver terminato gli studi, provò a curiosare da un posto di lavoro provvisorio ad un altro, per avere un'idea di ciò che lo attirava maggiormente. Dopodiché, entrò nell'azienda di uno dei suoi fratelli, specializzata nella produzione di utensileria e macchine di precisione. Ma dopo qualche anno anche tale lavoro finì con il non soddisfare Goerges Richard, il quale, oramai giunto all'età di 30 anni, si rese conto che ciò che lo interessava maggiormente era la lavorazione del metallo e la meccanica dei mezzi di trasporto. Si era intorno al 1890 e la bicicletta era ancora all'apice del suo successo, perciò Richard decise di lanciarsi nella produzione di biciclette, coinvolgendo anche il suo fratello maggiore Max. Dopo aver iniziato a produrre biciclette in maniera sperimentale, in modo da constatare l'effettivo successo presso la clientela, i due fondarono definitivamente la ragione sociale Société des Cycles Georges Richard. Siamo nel 1893 e la società cominciò anche a presentare i suoi prodotti ai Saloni ad essi dedicati.

## Inizio dell'attività automobilistica
Il successo fu talmente notevole da costringere i due ad ingrandirsi. Anche il nome della ragione sociale fu presto mutato in Société de Construction de cycles et d'Automobiles Georges Richard, denominazione che racchiuse in sé anche la produzione automobilistica. E difatti, nel 1896, la società presentò al Salone di quell'anno anche la sua prima vetturetta, costituita da un telaio d'ispirazione ciclistica ed equipaggiata da un motore Benz da 708 cm³. Anche la vetturetta ottenne un gran successo.
Nel 1897, anno immediatamente successivo a quello della presentazione della prima vetturetta, la Casa si lanciò nel mondo delle corse e in occasione della gara Parigi-Dieppe schierò sulla linea di partenza due vetture che sarebbero state pilotate dallo stesso Georges Richard e dal fratello Max. Ma la gara non ebbe esito positivo per le due vetture, una delle quali denunciò problemi alle candele.
Il successo però è solo rimandato all'anno successivo, in occasione della Marsiglia-Nizza di quell'anno, grazie ad una vettura equipaggiata da un bicilindrico da 7 CV di potenza massima. Meno fortunata fu la stessa vettura in occasione del Giro della Francia automobilistico, poiché ebbe un incidente. In ogni caso, le vetture prodotte dall'azienda dei fratelli Richard si fecero notare per la loro robustezza, soprattutto a livello telaistico.
L'attività agonistica non venne meno e se per altri due anni i soli piloti di queste vetture furono i fratelli Richard, a partire dal 1901, vi furono altri piloti che si misero al volante delle vetture da gara di questa azienda e che le condussero attraverso numerosi successi sia in Francia che all'estero.
Nello stesso anno fu lanciata una nuova vetturetta di serie, denominata Type 1, che si segnalò immediatamente per la sua semplicità unita alla sua affidabilità.

## La Richard-Brasier
Nel 1903 terminò la produzione di biciclette, mentre la produzione di vetture cominciò ad orientarsi maggiormente verso i segmenti alti e ad avvalersi di carrozzerie prestigiose, come Labourdette e Kellner. È di questo periodo anche l'inizio della collaborazione di Richard in società con Henri Brasier, tale per cui la ragione sociale fu mutata in Richard-Brasier. L'attività sportiva a quel punto raggiunse un punto culminante per i numerosi successi, ma anche funestato da numerosi incidenti automobilistici che videro coinvolte molte vetture Richard-Brasier. Due di questi coinvolsero rispettivamente la Renault pilotata da Marcel Renault, che morì tragicamente, e la vettura dello stesso Georges Richard, che subì gravi danni all'anca e fu dichiarato invalido a vita.
Inoltre, durante la convalescenza ospedaliera di Georges Richard, Henri Brasier acquisì sempre più potere autonomo, fino al punto di divenire egli stesso unico vertice dell'azienda, sciogliere la collaborazione con i fratelli Richard e cambiare ragione sociale dell'azienda semplicemente in Brasier. I fratelli Richard avrebbero dato vita poco dopo alla Unic.

## La Brasier

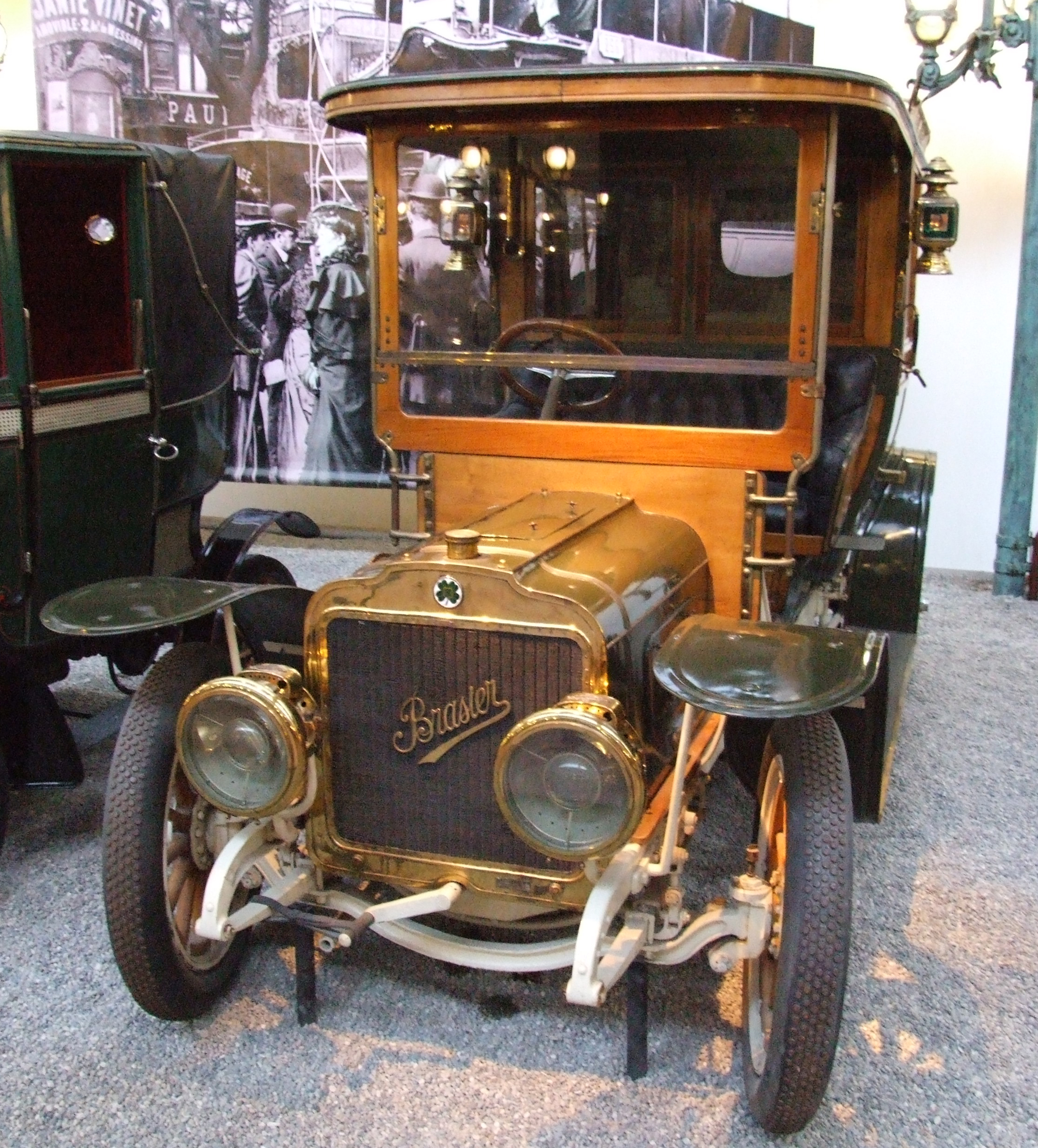
Una Brasier 24HP del 1908

La nascita della Brasier coincise con l'inizio della parabola discendente della storia, specialmente sportiva, di quella fabbrica. La produzione scese come quantità, pur non mettendo in seria crisi l'azienda. Dal 1908 al 1914 vi erano in listino svariati modelli per tutte le tasche, a due, a quattro e a sei cilindri, più o meno tutte coronate da un discreto successo, anche se non più come all'epoca della Richard-Brasier. Ma era sempre l'attività sportiva a zoppicare fortemente. Già nel 1906, un Brasier da 105 CV (livello di potenza enorme per l'epoca) si piazzò al quarto posto, lontano dalle continue vittorie di pochi anni prima. Il 1907 ed il 1908 hanno portato solo alcune vittorie in competizioni minori, mentre la situazione economica della Casa declinava progressivamente.
Il consiglio di amministrazione dell'azienda decise allora di lasciare meno autorità ad Henri Brasier, che fu costretto ad ascoltare anche altre voci, quelle dei suoi collaboratori ai "piani" più alti, i quali decisero che era ora di proporre modelli più economici. L'idea sembrò funzionare, grazie a modelli come la 10CV e la 11CV, rispettivamente mosse da un bicilindrico e quadricilindrico ed indirizzate verso una clientela più vasta.
Anche dal punto di vista agonistico la situazione pareva migliorare, grazie ad affermazioni come quella di Mont Ventoux.
Nel 1911 la situazione commerciale tornò serena, a tal punto da spingere la Brasier ad occuparsi di altri campi, come i motori per gruppi elettrogeni, quelli per imbarcazioni ed addirittura motori per dirigibili, campi in cui la Casa francese riuscì a battere dei record di velocità.
Ma già dal 1912 la situazione tornò preoccupante: la gamma Brasier, sebbene piuttosto articolata ed orientata a svariate esigenze, era piuttosto superata. A poco valsero i tentativi di aggiornare esteticamente i modelli della gamma. Come se non bastasse, nel 1914 vi fu lo scoppio della prima guerra mondiale, durante la quale la produzione venne convertita in camionette militari per conto del Governo francese. Le fabbriche Brasier ricevettero in quel periodo anche delle commesse da parte della Hispano-Suiza per la produzione di proiettili e motori aeronautici.
Terminato il conflitto, la Casa tentò di rialzarsi, ma i tempi erano duri, anche per molte altre aziende: non poche di queste chiusero i battenti. La gamma Brasier del 1920 comprendeva un solo modello di autovettura, la 18CV, e due camionette, una da 3 e l'altra da 5 tonnellate di carico. Ma tali modelli, specialmente la 18CV, risultavano superati già all'epoca e le vendite crollarono paurosamente.
Si cercò di tornare alle competizioni, ma i risultati furono meno che mediocri: nel 1924 l'azienda fu messa in liquidazione.

## Chaigneau-Brasier: fine di un'impresa
Nel 1926 il marchio Brasier venne rilevato dalla Chaigneau, un'azienda che fino a poco prima si occupava prevalentemente di biciclette. La ragione sociale mutò in Chaigneau-Brasier e di lì a poco vennero proposti alcuni modelli di discreto interesse, come la TD-4, una vettura di fascia media. Nel 1928 venne lanciata una più pretenziosa vettura con motore ad 8 cilindri da 3.5 litri. Solo pochi esemplari di quest'ultima furono venduti: la crisi economica del 1929 diede il colpo di grazia alla Chaigneau-Brasier, che l'anno successivo chiuse i battenti. Tre anni dopo il marchio venne rilevato dalla Delahaye.